# 四谷町 (八王子市)
四谷町（よつやまち）は、東京都八王子市の地名である。丁番を持たない単独町名であり、住居表示未実施区域。郵便番号は193-0813（八王子西郵便局管区）。

## 地理
八王子市中央部に位置する。北端の浅川（北浅川）と陣馬街道に挟まれた場所に位置し、南北を高尾街道が縦断し、南端の八王子四谷町交差点で陣馬街道と交差する。
東で泉町・叶谷町、西で諏訪町、南で大楽寺町、北で楢原町と隣接する。

### 河川
- 浅川（北浅川）

## 歴史
- 1889年（明治22年）4月1日 - 町村制施行により、神奈川県南多摩郡下壱分方村が、大楽寺村、上壱分方村、、横川村、弐分方村、川村、元八王子村と合併し、元八王子村が成立する。下壱分方村は元八王子村大字下壱分方となる。
- 1955年（昭和30年）4月1日 - 元八王子村が八王子市へ編入。元八王子村大字下壱分方が八王子市大字下壱分方へ移行。
- 1956年（昭和31年）10月1日 - 町名変更により八王子市大字下壱分方の一部が四谷町となる。

## 世帯数と人口
2017年（平成29年）12月31日現在の世帯数と人口は以下の通りである。
| 町丁   | 世帯数    | 人口    |
| ------ | --------- | ------- |
| 四谷町 | 1,302世帯 | 2,773人 |

## 小・中学校の学区
市立小・中学校に通う場合、学区は以下の通りとなる。
| 番地 | 小学校                     | 中学校               |
| ---- | -------------------------- | -------------------- |
| 全域 | 八王子市立元八王子東小学校 | 八王子市立四谷中学校 |

## 交通

### 道路・橋梁
- 東京都道46号八王子あきる野線（高尾街道）
- 東京都道521号上野原八王子線（陣馬街道）
- 松枝橋（浅川）

### 路線バス
- 西東京バス
  - 京王八王子駅〜四谷〜宝生寺団地・恩方車庫・繊維団地・大久保
  - 京王八王子駅〜四谷〜高尾駅南口
  - 西八王子駅〜四谷〜繊維団地
- はちバス
  - 東海大学八王子病院〜四谷北〜北の根東（川口町）

## 施設

### 教育
- 八王子市立四谷中学校

### 商業
- クリエイトエス・ディー八王子四谷店